# 1994년 동계 올림픽 남아프리카 공화국 선수단
1994년 동계 올림픽 남아프리카 공화국 선수단은 노르웨이 릴레함메르에서 개최된 1994년 동계 올림픽에 참가한 올림픽 남아프리카 공화국 선수단이다.

## 피겨 스케이팅
- 디노 쾌트로세세레
  - 남자 싱글: 35.5 점 - 24위

## 쇼트트랙
- 신디 메이어
  - 여자 500m - 29위
  - 여자 1000m - 23위

## 참조
- 올림픽 공식 결과 보관됨 2012-02-04 - 웨이백 머신